# Vedomosti
Vedomosti (en russe Ведомости, c'est-à-dire littéralement Les Nouvelles) est un quotidien économique russe. Il a été créé en 1999 à la suite d'une initiative conjointe du Financial Times, du Wall Street Journal et du groupe de presse Sanoma (éditeur du Moscow Times). Le journal emploie actuellement une centaine de journalistes, et profite également du réseau international des correspondants du Financial Times et du Wall Street Journal.
La ligne éditoriale de ce quotidien est relativement critique du pouvoir politique russe.

## Historique
En 2015, Dow Jones and Company et le Financial Times sont forcés de se désengager à cause de la loi russe limitant à 20 % les actifs étrangers (loi sur les organisations indésirables) dans les médias, mais le repreneur, Demian Koudriavtsev, réussit à maintenir une ligne éditoriale indépendante du pouvoir politique.
En 2020, Alexeï Goloubovitch (finance et fonds d'investissement) et Nikolaï Ziatkov (presse tabloïd) rachètent le journal le 17 mars et placent à la tête de la rédaction Andreï Chmarov le 24 mars. Un mois plus tard, un groupe de journaliste de Vedemosti dénonce « les intérêts et les ambitions de ses propriétaires officiels et cachés » qui conduirait à un alignement sur la presse non critique.